# Велислав Йонев
Велислав Рангелов Йонев е български волейболист, състезател на ВК Сливнишки герой (Сливница) от 2015 година. Шампион на България за 2009 година с отбора на ВК Левски Волей.

## Биография
Роден е на 6 юни 1989 година в София. През 2008 година завършва своето образование в Първа частна английска гимназия „Уилям Шекспир“ в столицата а през 2013 година завършва и право в Нов български университет.

## Спортна кариера
Още от дете започва да тренира волейбол в ДЮШ на ВК „Левски“ (с наименование към онзи момент „Левски Сиконко“), като през 2000 година подписва първи професионален договор с тима на Левски Сиконко, в който се състезава до 2012 година, когато разтрогва с клуба. През 2014 година осъжда за неизпълнение на условията по договора си.
След прекратяване на взаимоотношенията си с ВК Левски играе за ВК Хайстер Волей-ЛТУ (София), а от 2015 година за ВК Сливнишки герой, като е капитан на отбора. С тима от град Сливница печели промоция за Висшата лига на България, във втората година от създаването на клуба с президент легендата Мартин Стоев.

## Адвокатска практика
Извън волейбола Йонев е практикуващ адвокат. От юли 2015 година работи за адвокатска кантора „Ангелов, Добрев, Маркова и съдружници“, като се е специализирал в сферата на човешките и граждански права, защита на децата, политика и др. През 2017 година напуска фирмата и започва самостоятелна адвокатска практика.